# Casa Croeff
La Casa Croeff (in francese Maison Croeff) è uno storico edificio della città di Lussemburgo.

## Storia
Nel XIV secolo l'edificio servì come magazzino di sale della città, motivo per cui la casa è anche nota come Um Salzstapel.
L'edificio presenta nella facciata laterale delle finestre del XVI secolo, murate nel 1605 da Hubert Croeff, l'allora proprietario.
Nella seconda metà del XVIII secolo la casa fu acquistata dalla famiglia Pescatore, che la elevò di un piano.
Dal 20 ottobre 1961 l'edificio figura nell'inventario dei monumenti nazionali del Lussemburgo.

## Descrizione
La casa si trova nella Città Alta di Lussemburgo.